# اندی سینتون
اندی سینتون (به انگلیسی: Andy Sinton) بازیکن فوتبال زادهٔ ۱۹ مارس ۱۹۶۶ اهل انگلستان بود که سابقهٔ بازی در تیم ملی فوتبال انگلستان را در کارنامهٔ خود دارد. وی در تاریخ ۱۳ نوامبر ۱۹۹۱ نخستین بازی ملی خود را در مقابل تیم ملی فوتبال لهستان انجام داد و با حضور در ۱۲ بازی ملی، در تاریخ ۱۷ نوامبر ۱۹۹۳ واپسین بازی ملی‌اش را در برابر تیم ملی فوتبال سن مارینو برگزار کرد.